# Piramide (geologie)
Piramides in natuurlijke vorm zijn eigenlijk restanten van zandsteenpilaren die niet door erosie en regen zijn aangetast, omdat er een beschermende deksteen op ligt. Deze stenen vallen er op den duur af en dan verdwijnen de piramides weer.

## Ontstaan
Piramides in deze vorm ontstaan doordat er in een gebied (bijna altijd bergachtig) zandsteen wordt weggespoeld of weggeregend. Sommige stukken spoelen niet weg, omdat er in de zandsteen stenen zitten, die de regen niet in een keer kan wegspoelen. De piramides blijven dan staan, totdat de deksteen van de piramide valt. 

## Locaties
- Segonzano (Italië)